# José Santacreu Mansanet
José Santacreu Mansanet (Beniardá, Alicante, 16 de julio de 1909 - Moscú, URSS, 8 de julio de 1970) fue un periodista, crítico literario y traductor español perteneciente a la generación de la Segunda República Española y próximo a la llamada literatura española en el exilio.

## Biografía

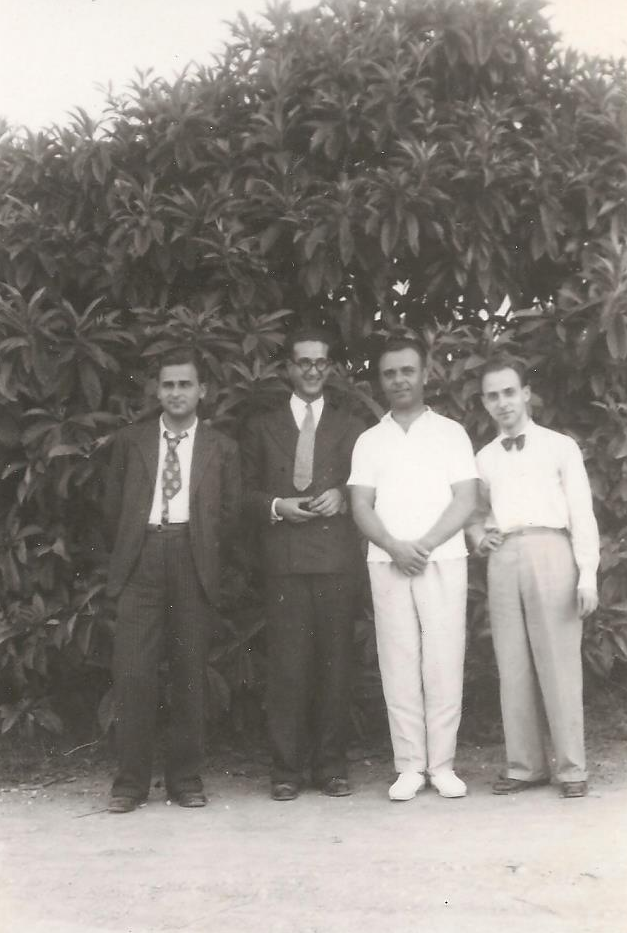
José Santacreu, Abel Mus, José Iturbi y Vicente Asencio (de izda. a dcha.). Castellón, años 1930.

Nace el 16 de julio de 1909 en Beniardá, pueblo de la provincia de Alicante. Tras la muerte del padre, la madre se ve obligada a trasladarse a Alcoy con sus cuatro hijos: Tomás, Pepita, José y María. Allí José es enviado de aprendiz a una imprenta donde, con el tiempo, empieza a desarrollar la labor de linotipista simultaneándola con la de corresponsal de varios periódicos de Alcoy, Alicante y Valencia. En 1924, se afilia al sindicato de tipógrafos siendo elegido secretario del mismo posteriormente. 
En 1931, ingresa en el Partido Comunista de España y funda su organización en Castellón de la Plana siendo elegido secretario general del comité provincial. Dirige y publica numerosos artículos en el semanario Generación Roja de Castellón, así como en el Heraldo de Castellón.
Tras el estallido de la Guerra Civil Española, participa en Castellón en la formación del Batallón Matteotti que lleva el nombre del político antifascista italiano Giacomo Matteotti. A los cinco días de declararse la guerra, el batallón sale a combatir para Teruel y posteriormente toma parte en la defensa de Madrid. Desde Teruel envía crónicas al periódico Mundo Obrero del que es corresponsal.  Tras la caída de Castellón en 1938, se traslada a Murcia donde dirige el diario Unidad.
A punto de finalizar la guerra, el 28 de marzo de 1939, embarca en Alicante en el carbonero británico Stanbrook, la última nave que abandona la España republicana llevando al exilio a cerca de 3.000 personas. El barco los traslada a Orán, en la Argelia francesa, donde los refugiados son ubicados por las autoridades francesas en un improvisado campo de concentración a cielo descubierto (hombres) y una cárcel abandonada (mujeres).
Finalmente, por mediación del PCE, parte al exilio en la URSS en un barco soviético que zarpa desde El Havre rumbo a Leningrado adonde llega el 19 de mayo de 1939. Lo acompaña su mujer, la madrileña Pepita Ruiz (1914-2017), con la que tendrá dos hijas, Maribel (1940-1996, médica) y Carmen (n. 1946, física).
Entre 1940 y 1945, ejerce de educador en casas de niños españoles evacuados a la URSS por el Gobierno de la República, iniciando a los jóvenes en el teatro y literatura española. En 1946, se incorpora a la redacción española de Radio Moscú en calidad de locutor.
Entre 1950 y 1954, reside en la capital de Rumanía, Bucarest, donde se desempeña como redactor en la edición española del semanario del Kominform ¡Por una paz duradera, por una democracia popular!. A la vuelta, se reincorpora a las tareas de locutor en Radio Moscú que se ve obligado a abandonar por prescripción médica, tras haber sufrido un infarto de miocardio en 1957. Es cuando emprende su trayectoria como traductor del ruso al español versionando el libro de Borís Zubavin El comienzo, un título muy apropiado para el caso.
En febrero de 1959, ingresa en la redacción española de la revista Literatura Soviética en calidad de redactor principal. A la muerte de Cesar Arconada en 1964, es nombrado redactor jefe de la edición en castellano de la revista, puesto que ocupará hasta su fallecimiento en 1970.
En 1968, le es denegado el permiso para visitar España junto con su familia. Sin embargo, gracias a las gestiones del poeta alicantino Alfredo Gómez Gil, dicho permiso por fin le es concedido en 1970, llegando ocho días después de su muerte. Fallece en Moscú el 8 de julio de 1970 siendo enterrado en el cementerio Vvedénskoye de la capital rusa (sector 16), lugar donde asimismo yacen los restos del escultor Alberto Sánchez, del médico Juan Planelles y de otros exiliados españoles.

## La etapa española (1909–1939)
Durante su permanencia en Alcoy colabora como crítico literario en El Correo de Alicante y en El Noticiero Regional. Conoce y traba amistad con el poeta Pascual Pla y Beltrán (quien luego se casará con su hermana María) y con el músico y futuro compositor Carlos Palacio.
En octubre de 1933, junto con otros intelectuales como Rafael Alberti, César Arconada o José Renau, firma el Manifiesto de la Asociación de Amigos de 'Nuestro Cinema' en el cual se aboga por la creación de una Federación de Cineclubs Proletarios. En esa época colabora en la revista Octubre de Madrid.
En Castellón de la Plana y Valencia establece una relación de amistad y colaboración con los músicos Abel Mus, José Iturbi y Vicente Asencio y el escritor Diego Perona. Siendo comisario del Batallón Matteotti, escribe la letra del himno del batallón, mientras el violinista y compositor Abel Mus compone la música del mismo.  Escribe en los periódicos Heraldo de Castellón y Unidad de Murcia, siendo director de este último.

## La etapa de exilio en la Unión Soviética (1939–1970)
Literatura Soviética, revista de aparición mensual en la que José Santacreu se desempeña el último período de su vida, fue fundada en 1946 por la Unión de Escritores Soviéticos, llegando a constituirse ediciones en inglés, español, alemán, francés, polaco, checo y eslovaco y, posteriormente, en japonés, chino y árabe. Su finalidad fue la divulgación en el extranjero de las literaturas de las repúblicas que formaban la URSS, así como de sus culturas. La edición en lengua castellana fue dirigida por César Arconada desde sus inicios hasta la muerte del escritor en marzo de 1964, cuando José Santacreu lo sucede en el puesto de redactor jefe.
Desde la dirección de la edición en castellano, establece unas relaciones muy estrechas con poetas y escritores españoles, residentes tanto  en España como en el exilio, así como con poetas y traductores latinoamericanos. Difunde la revista en el mundo hispanohablante, intercambiándola con las principales revistas de España de la época como Ínsula, Triunfo, Papeles de Son Armadans, Cuadernos para el Diálogo, La Estafeta Literaria, y con varias revistas latinoamericanas. También hace llegar la revista a la Biblioteca Nacional de España.
Al mismo tiempo, mantiene relaciones profesionales con los hispanistas Fiódor Kelyin(ru), Inna Tyniánova(ru) (hija de Yuri Tyniánov), Pável Grushkó(ru) y con dos de los estudiosos de la literatura española más prominentes de la Unión Soviética, el catedrático de la Universidad Estatal de Moscú Konstantín Tsurínov (ru) y el profesor y futuro académico Nikolái Balashov(ru).
En 1967, coordina -a la vez que participa en- la publicación de dos números especiales de la revista Literatura Soviética dedicados a conmemorar el 50.º aniversario de la Revolución de Octubre; uno recoge obras en prosa, Treinta cuentos 1917-1967, y el otro de poesía, Poesía rusa soviética 1917-1967. Para este último, atrae a prestigiosos poetas españoles y latinoamericanos quienes crean las versiones poéticas a partir de traducciones literales en prosa, realizadas por los traductores habituales de la revista con dominio de la lengua rusa, que asimismo participan en la publicación con propias versiones de otros poemas.
La contraportada del número de junio de 1967 de la revista Literatura Soviética, titulado Poesía rusa soviética 1917-1967, reza así:

Desde Blok y Mayakovski hasta Evtushenko y Voznesenski. Tal es la brillante ruta de la poesía soviética a lo largo de cincuenta años.
Un gran grupo de prestigiosos poetas españoles y latinoamericanos han vertido al castellano muestras de la poesía soviética.
Entre ellos figuran: Rafael Alberti y María Teresa León, Blas de Otero y Gabriel Celaya, José Herrera Petere y Cesar M. Arconada, J.M. Caballero Bonald, Carlos Álvarez y Ángel González, Javier Alfaya y Antonio Gavina, Nicanor Parra y Samuel Feijóo, Lila Guerrero y Manuel Rojas.

Entre varios ensayos y artículos que José Santacreu publica en Literatura Soviética desde la fundación de la revista, cabe mencionar su ensayo Nuestros traductores, impreso en el N.º 6 de 1968, en el que rinde homenaje al equipo de traductores del ruso al español que "durante largos años han consagrado su vitalidad, su talento y su arte a difundir la literatura soviética en los países de habla española".
En los años 1960, publica varios ensayos destinados al lector rusohablante en los que analiza la obra de destacados poetas en lengua castellana, así como da a conocer las creaciones de jóvenes poetas españoles. Dichos artículos los redacta y publica en ruso en la revista Literatura Extranjera (Inostránnaya Literatura)(ru). Contribuye a la difusión de la obra de Blas de Otero en la URSS promoviendo la musicalización de varios poemas suyos por Carlos Palacio.
En la actualidad, en España existen varios grupos dedicados al estudio del exilio español y su contribución a la divulgación de la lengua, cultura y literatura en castellano en los países de acogida. Especialmente en Castellón, varios investigadores y profesores de la Universidad Jaime I llevan años desarrollando diversos proyectos de recuperación de la memoria histórica, siendo el catedrático Lluís Meseguer Pallarés uno de sus pioneros.

## Obra

### Crítica literaria y ensayo

#### Obra escogida en español
- Galería de jóvenes españoles en la Unión Soviética. Revista Literatura Soviética, 1946, N.º 4, p. 66

#### Obra escogida en ruso
- Las armas de un pueblo (La poesía de Blas de Otero) - «Оружие народа (Стихи Бласа Отеро)». Revista Literatura Extranjera, 1961, N.º 9, p.p. 179-192
- Que trata de España - «Тема поэзии - Испания». (Blas de Otero. Que trata de España. París: Ruedo Ibérico, 1964). Revista Literatura Extranjera, 1966, N.º 1, p. 268
- Versos desde la cárcel - «Стихи из тюрьмы». (Carlos Álvarez. Escrito en las paredes. Papeles encontrados por un preso. París: Éditions de la librairie du Globe, Colección Ebro, 1967). Revista Literatura Extranjera, 1968, N.º 8, p. 266

### Traducción

##### Prosa
- Zubavin, Borís. El comienzo. Relatos. Moscú: Ediciones en Lenguas Extranjeras, 1958
- Patón, Evgueni. Memorias. Moscú: Ediciones en Lenguas Extranjeras, 1958
- Pristavkin, Anatoli. El país de Litransel («Страна ЛЭПия»). Revista Literatura Soviética, 1964, N.º 5, p. 64
- Kuznetsov, Anatoli. Relato Yurka Rompepantalones del libro El Selengá. Revista Literatura Soviética, 1964, N.º 5, p. 113
- Treinta cuentos (1917-1967). Edición especial de la revista Literatura Soviética, 1967, N.º 4
  - Aleksandr Serafimóvich. Dos muertes, 1926
  - Vsévolod Ivánov. La letra T, 1924

##### Poesía
– En antologías
- Shevchenko, Tarás. Obras escogidas: poesía y prosa. Con reproducciones de cuadros de T. Shevchenko. Moscú: Ed. Progreso, 1964[26]
- Poesía rusa soviética 1917-1967. Edición especial de la revista Literatura Soviética, 1967, N.º 6[23][27]
- Navoí, Alisher. Aforismos. Colección de aforismos multilingüe. Tashkent: Ed. Academia de Ciencias de la RSS de Uzbekistán, 1968, p. 121
- Ukraínka, Lesya. Esperanza. Poesías. Colección de poemas bilingüe ucraniano/español. Prólogo de Arsén Ischuk. Kiev: Ed. Dnipró, 1971[28]
- Makarov, Alexander. Antología de la poesía soviética. Madrid: Ed. Júcar, 1974 ISBN 84-334-0148-3[29]
- Shevchenko, Tarás. Poesías escogidas. Selección de Volodímir Jaritónov, prólogo de Vasil Shubravski. Kiev: Ed. Dnipró, 1986, p. 117

– En revistas
- Marshak, Samuíl. Norteñito. Revista Literatura Soviética, 1964, N.º 4, p. 32
- Mayakovski, Vladímir. Qué es lo bueno y qué es lo malo. Revista Literatura Soviética, 1968, N.º 12, p. 42. Edición especial dedicada a la Literatura infantil
- VV.AA. Selección de poemas de jóvenes autores. Revista Literatura Soviética, 1970, N.º 6, p. 141

### Letra de himno
Himno del Batallón Matteotti. Música de Abel Mus, letra de José Santacreu, 1936 
– Colección de canciones de lucha. España (Valencia), 1939 
– Colección de canciones de lucha. Edición en facsímile. Madrid: Ediciones Pacífic, 1980. ISBN 84-85661-00-1
– Canciones de lucha, 1936-1939. Songs of Battle, 1936-1939. Valencia: Dahiz Produccions, 2001. Disco compacto (CD)